# Hevesvezekény
Hevesvezekény es un pueblo en el distrito de Heves, en el condado de Heves, Hungría. Según las estimaciones realizadas en 2024, el pueblo cuenta con un total de 602 habitantes.